# 社会の窓 (クリープハイプの曲)
「社会の窓」（しゃかいのまど）は、クリープハイプのメジャー2枚目のシングル。2013年3月6日にビクターエンタテインメントから発売された。初回限定盤には特典DVDが付属。

## 概要
前作「おやすみ泣き声、さよなら歌姫」より5か月ぶりのリリース。初回限定盤（VIZL-522）はCD＋DVD、通常版(VICL-36758)はCDのみの発売。
ミュージックビデオは、松居大悟が監督、山田真歩が出演しており、初回限定盤付属DVDに収録されるドキュメンタリー・ミュージック・ムービー「あたしの窓」とリンクした内容になっている。

## 収録曲

### CD
| 全作詞・作曲: 尾崎世界観。 |                                                                                                |            |            |      |
| #                          | タイトル                                                                                       | 作詞       | 作曲・編曲 | 時間 |
| 1.                         | 「社会の窓」                                                                                   | 尾崎世界観 | 尾崎世界観 | 3:27 |
| 2.                         | 「週刊誌」                                                                                     | 尾崎世界観 | 尾崎世界観 | 3:41 |
| 3.                         | 「さっきの話」                                                                                 | 尾崎世界観 | 尾崎世界観 | 4:05 |
| 4.                         | 「ウワノソラ ~2012年11月24日、東京キネマ倶楽部にて」(初回限定版のみに収録のボーナストラック。) | 尾崎世界観 | 尾崎世界観 | 3:11 |
| 5.                         | 「社会の窓(オリジナルカラオケ)」                                                               | 尾崎世界観 | 尾崎世界観 | 3:27 |
| 合計時間:                  | 合計時間:                                                                                      | 14:51      |            |      |

### 初回限定盤付属DVD
1. ドキュメンタリー・ミュージック・ムービー「あたしの窓」
  - 尾崎世界観が原案、監督は松居大悟による作品。
  - 2012年11月に行われたワンマンツアー「アンコールはどうする?」から生まれた、フィクションとノンフィクションが交錯する内容。
  - ライブ当日のメンバーの姿を収録したドキュメンタリー映像と、仕事に追われて行きたいライブになかなか行くことが出来ないOLの一日をシンクロさせている[2]。
2. ミュージック・ビデオ「社会の窓」“ディレクターズ・カット"